# Petalocephala pilka
Petalocephala pilka är en insektsart som beskrevs av Evans 1969. Petalocephala pilka ingår i släktet Petalocephala och familjen dvärgstritar. Inga underarter finns listade i Catalogue of Life.